# Jørgen Carstens Bloch
Jørgen Carstens Bloch (født 12. juni 1717 i Odense, død 8. januar 1773 i Ribe) var en dansk biskop, søn af stiftsprovst Matthias Bloch.

## Liv og virke
Han dimitteredes fra Odense Gymnasium i 1736 og tog attestats i 1740. Af mangel på understøttelse måtte han i nogen tid påtage sig at være korrektør i Høpffners Bogtrykkeri, derpå virkede han ved Garnisonsskolen i København, blev 1743 beskikket til præst ved Søkvæsthuset og 4. præst ved Holmens Kirke og tog 1746 magistergraden. 1752 udnævntes han til dansk præst ved Christiansborg Slotskirke og 1764 til biskop i Ribe, hvor han virkede til sin Død.
Ved Christian 7.s salving i 1767 erholdt han den teologiske doktorgrad. Han var en mild og elskelig mand og bestyrede sit bispeembede med dygtighed. I trykken har han kun udgivet nogle disputatser og prædikener, men han var en stor samler.

## Historisk teologisk forskning
Han påtænkte en historisk skildring af Ribe Stift i gejstlig henseende og indsamlede i dette øjemed materialer hos præsterne i sine første bispeår. Men af langt større betydning blev hans samlinger til Fyns Stifts gejstligheds historie. Disse, frugten af mange års arbejde, var for en del ordnede til trykken ved hans død. Provst Næraae i Svendborg, der havde ydet Bloch betydelig hjælp ved indsamlingen og efter hans død havde fået håndskriftet i eje, begyndte udgivelsen i 1787 efter, at han havde gennemgået værket på ny med forbedringer og rettelser. I 3 år udkom 1. bind, omfattende Odense, samt 2. binds 1. hæfte, indeholdende Aasum og Baag Herreder. På dette tidspunkt blev den 76-årige mand blind og måtte standse arbejdet. Håndskriftet gik da gennem forskellige hænder, hvorved det ikke fik den blideste behandling, indtil det havnede i Universitetsbiblioteket i København (Additam. Nr. 138, fol.), hvor det måtte vente på sin udgiver, selv om det delvis flittig er blevet benyttet af personalhistoriens dyrkere.

## Hustruen
Biskop Bloch var gift med artillerikaptajn Rosenbergs datter, Johanne Dorothea Rosenberg, som overlevede ham i 20 år og omtales i Schønaus Samling af danske lærde Fruentimmer, side 1240 ff.